# Labium subpilosulum
Labium subpilosulum là một loài tò vò trong họ Ichneumonidae.